# Länscellfängelset i Linköping
Länscellfängelset i Linköping, senare Straffängelset i Linköping, var det första cellfängelse som uppfördes som ett resultat av den fängelsereform som beslutats vid 1844 års riksdag. 
I staden fanns tidigare ett länsfängelse, som var inrymt på slottet, med nio rum, belägna i slottets östra flygel. 
Byggtiden var 1842-1847, men fastigheten togs i bruk redan i december 1846. Byggnadskostnaden var 189 408 kronor. Exteriören var mindre bister och sträng än de senare uppförda cellfängelsernas. Den kännetecknades snarare av en klosterlik avskildhet. Arkitekt var Carl Fredrik Hjelm.
Huvudbyggnaden var T-formad och med tre våningar. Antalet celler var 102 ljusa och 3 mörka. Ännu på 1930-talet var byggnaden föga omändrad, även om man öppnat ett antal cellfönster till dubbla storleken mot de ursprungliga gluggarna. 
De femton största länscellfängelserna namnändrades 1911 och betecknades därefter straffängelser. Anstalten lades ned 1966 och byggnaden revs 1969.